# Udell Lookout Tower
Pour les articles homonymes, voir Udell.
L'Udell Lookout Tower est une tour de guet du comté de Manistee, dans le Michigan, aux États-Unis. Construite en 1936, elle est haute d'environ 30,5 mètres. Protégée au sein de la forêt nationale de Manistee, elle est inscrite au Registre national des lieux historiques depuis le 22 août 1996.

## Histoire
La forêt nationale de Manistee a été créée (en tant qu'unité d'achat de Manistee[Quoi ?]) en 1933. En 1936, un plan de lutte contre les incendies a été conçu et mis en œuvre dans la région. Ce plan prévoyait notamment la construction de la tour de guet d'Udell. Peu après, une résidence et un garage ont été construits près de la tour ; ces bâtiments ont été déplacés une dizaine d'années plus tard. La tour d'Udell est restée la principale tour d'observation des incendies jusque dans les années 1960, lorsque les vols d'observation aérienne sont devenus plus courants. De nombreuses autres tours de guet ont été abandonnées à la même époque et ont fini par être détruites ou démolies. La tour de guet d'Udell est le dernier exemple de ce type de tour dans les Forêts nationales de Huron-Manistee.

## Description

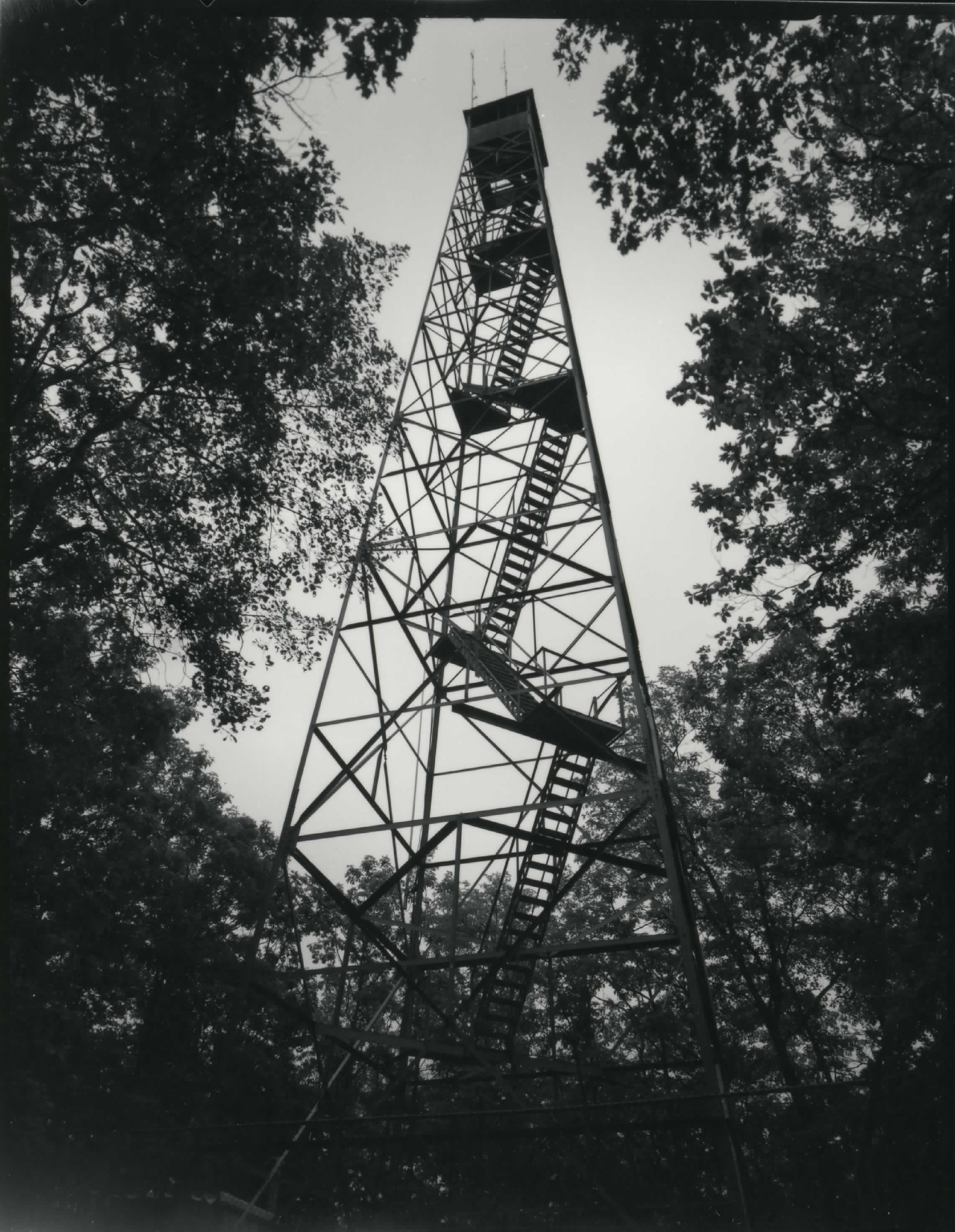

Située au sommet d'une colline, la tour de guet d'Udell est une tour préfabriquée en acier construite à partir de cornières en acier galvanisé boulonnées ensemble. Les fondations sont constituées de quatre socles en béton armé. Une cabine d'observation fermée à toit en croupe, fabriquée en tôle d'acier galvanisé, se trouve au sommet de la tour. La cabine a un plancher en bois et des fenêtres sur tous les côtés. Un petit bâtiment métallique préfabriqué est actuellement situé juste à côté d'un coin de la tour.